# 사이버네틱스

사이버네틱스(영어: cybernetics) 또는 인공두뇌학(人工頭腦學)은 일반적으로 생명체, 기계, 조직과 또 이들의 조합을 통해 통신과 제어를 연구하는 학문이다. 예를 들어, 사회-기술 체계에서 사이버네틱스는 오토마타와 로봇과 같은 컴퓨터로 제어된 기계에 대한 연구를 포함한다. 사이버네틱스라는 용어는 고대 그리스어 퀴베르네테스 Κυβερνήτης (kybernetes, 키잡이, 조절기(governor), 또는 방향타)에서 기원한다. 예로부터 현재까지 이 용어는 적응계, 인공지능, 복잡계, 복잡성 이론, 제어계, 결정 지지 체계, 동역학계, 정보이론, 학습 조직, 수학 체계 이론, 동작연구(operations research), 시뮬레이션, 시스템 공학으로 점점 세분화되는 분야들을 통칭하는 용어로 쓰이고 있다.
1956년 루이 쿠피냘(Louis Couffignal)이 하나의 철학적 정의로 제안한 바에 따르면 사이버네틱스는 '행위의 유효성을 보증하는 기예'로 정의된다.
여러 학문 분야는 전부 또는 일부가 사이버네틱스에서 수행된 연구에서 기원했거나, 사이버네틱스가 발전하면서 일부 통합되었다. 이러한 분야에는 인공지능, 생체공학, 인지과학, 제어이론, 복잡계 과학, 컴퓨터과학, 정보이론 및 로봇공학이 포함된다.

## 역사
사이버네틱스는 1940년대 제어 시스템, 전기 네트워크 이론, 논리 모델링, 그리고 신경과학의 분과들을 연결짓는 학제간 연구로 시작되었다. 사이버네틱스라는 용어는 컴퓨터 과학자 노버트 위너가 "목적을 지닌 메커니즘"에 대한 연구를 가리키고자 만들었다. 이 용어는 위너의 책 사이버네틱스, 또는 동물과 기계에서 제어와 통신(1948)으로 널리 알려지게 되었다.
그 이전에도 사이버네틱스 ('cybernétique')라는 말은 물리학자 앙페르(1775–1836)가 그의 인간지식 분류체계에서 행정학(sciences of government)을 가리키는 데 사용한 바 있다. 이 단어는 또한 법학에서 플라톤이 인민에 대한 통치를 뜻하는 용어로 쓴 말이기도 하다. 이는 라틴어 구베르나레(gubernare)와 구베르나토르(gubernator)와 어원이 같다.
정정 기능 피드백을 갖춘 기계에서 목적지향적 메커니즘을 갖춘 기계에 대한 연구는 제임스 와트의 증기 기관에 조절기가 장착되었던 1700 년대 말엽까지 거슬러 올라간다. 1868년 맥스웰은 조절기에 관한 이론 논문을 출판했다. 1935, 러시아 생리학자 아노킨은 피드백 개념에 대한 책을 출판했다. 루마니아 과학자 슈테판 오도블레야는 각종 사이버네틱스 개념들을 기술한 Psychologie consonantiste(파리, 1938)를 출판했다. 1940년대, 규칙적 제어 과정들에 대한 연구와 수학적 모델링에 대한 지속적 연구 노력이 이루어져 1943년 두 개의 중요한 논문들이 출판되었다. 하나는 로젠블뤼트, 노버트 위너, 그리고 비질로우의 "행동, 목적, 그리고 목적론"이고, 다른 하나는 워렌 맥큘럭과 월터 피츠가 쓴 "신경 활동에 내재한 관념들에 대한 논리적 연산"이었다.
사이버네틱스가 하나의 분과로서 확고해진 것은 위너, 맥큘럭 그리고 W. 로스 애쉬비, W. 그레이 월터와 같은 여러 사람들에 의해서이다. 월터는 동물 행동 연구를 보조하기 위해 자동 로봇을 조립한 최초의 인물이다.
1947년 봄, 위너는 니콜라 부르바키와 프랑스의 수학자 숄렘 만델브로이트 (1899-1983)(브누아 망델브로의 삼촌)가 조직하고 프랑스 낭시에서 개최된 조화 분석 학술대회에 초청받았다.
프랑스에 머물던 동안, 위너는 브라운 운동 연구에서 그리고 전신 공학에서 발견된 응용 수학의 요소가 지닌 통합적 특성에 관한 원고를 써달라는 요청을 받았다. 다음 해 여름, 미국으로 돌아가자, 위너는 신조어 사이버네틱스를 그의 과학적 이론에 쓰기로 결정했다. 이것은 영국에서 레이쇼 클럽(Ratio Club)의 관심을 받았다.
위너는 그의 베스트셀러 The Human Use of Human Beings : Cybernetics and Society (Houghton-Mifflin, 1950)에서 자동 시스템과 인간 관습·제도 사이의 유추를 기술함으로써 사이버네틱스의 사회적 함의에 대한 인식을 대중화시켰다.
미국에서는 어바나 샴페인에 있는 일리노이 대학의 생체 컴퓨터 랩이 하인츠 폰 푀르스터의 지도 아래 1958년 시작부터 거의 20년 동안 사이버네틱스 연구의 주요 중심지였다.

## 정의
1. “동물과 기계 속 제어와 통신에 대한 연구 분야”[2]:사실 위너의 최초 견해는 상당히 기계론적이며, 1번째 사이버네틱스 또는 1차 사이버네틱스로 알려진 것에 상응한다(후자는 2번째 사이버네틱스를 포함한다.).
2. “에너지에는 열려 있지만 정보와 제어에는 닫혀 있는 - 정보가 밖으로 새지 않는 - 시스템들에 대한 연구”[3]
애쉬비의 견해는 위너의 견해에 상당히 가깝다: 사이버네틱스는, 행동 형식들이 규칙적이고 명확하며, 또는 재생산 가능한 것들인 한, 그것들을 모두 다룬다… 사이버네틱스가 제공하는 것은, 모든 개별 기계들이 정돈되고, 관계를 맺고, 그리고 이해될 수 있는 틀이다[4].
위너의 관점과, 그보다는 좀 덜했지만 애쉬비의 관점은 인문학 연구자들 사이에 대단한 저항을 불러일으켰다.
애쉬비 또한 다음과 같이 썼다: “사이버네틱스는 사물이 아닌 (행동하는) 방식들을 다룬다. 그것이 묻는 것은, “이것은 무엇인가?”가 아니라 “이것은 무엇하는 것인가?”이다. (그래서 그것은 “이러한 변수는 단순 조화 진동을 따르고 있다”와 같은 진술에 많은 관심을 갖지만 그 변수가 바퀴 위 한 점의 위치든 전기 회로의 전위든 전혀 개의치 않는다.) 이와 같이 사이버네틱스는 본질적으로 기능적이며 (관찰 가능한) 행동에 초점을 두고 있다.
사이버네틱스는 많은 방식에서 물리학과 밀접한 연관을 맺고 출발했지만, 필수 방식과 관련해서는 물리학 법칙들 또는 물질의 성질들에 전혀 의존치 않는다... 물질의 본성 또는 속성은 사이버네틱스와는 무관하며, 그래서 물리학의 통상 법칙들이 취하는 성질이거나 혹은 아니다[4].”
그리고, 더 나아가: “사이버네틱스의 진리들은 과학의 다른 어떤 분야에서 얻어지고 있는 것들을 조건으로 삼고 있지 않다. 사이버네틱스는 그 자신의 토대를 갖고 있다”(Ibid).
독일에서 적어도 1970년까지 사이버네틱스에 숙련된 사람들은 실상 공식적 견해로 K. STEINBUCH, H, FRANK, F. von CUBE 그리고 G. CLAUS가 각각 정의한 다음 네 가지 정의들을 선호했다.
3. “전문적 그리고 비전문적 도메인들 속 정보 구조들에 대한 과학”(은 기본적으로 데이터를 다루는 일과 관계된다)[5]
4. “메시지를 변형시키고 있는 시스템에 대한 이론과 기술”[6]
5. “일반적인 구조적 관계, 기능 그리고 시스템을 수학을 써서 그리고 구성적으로 다루는 것”[7]
6. “하위-시스템들을 갖추고 자기-조절(정해진 한계 안에서 스스로 제어)하는, 있을 수 있는, 동적 시스템들이 서로 연결되는 것들에 대한 이론”[8]
1966년, 러시아 사이버네틱스 숙련가 글루시코프는 사이버네틱스에 대한 상당히 유사한 전문적 개념을 제안했다.
7. “(정보의 변형에 대한 일반 이론, … 그리고 정보에 대한 다양한 변형 장치들을 짜만드는 이론과 원리들”[9]
GLUSHKOV는 그의 책에서 알고리듬들에 대한, 이산적 오토마타에 대한, 자기-조직하는 시스템들에 대한 그리고 수학적 논리에 대한 이론들을 포함시켰다. V. G. DROZIN이 관찰한 바로, “ … 그것의 내용들은 우리 시대에 배우고 있는 컴퓨터 과학의 내용과 어느 정도는 겹치는 것들이다”(i.e. U.S.)[10]
8. “살아 있는 것들과 사람이 만든 기계들 속 소통/통신과 조절들을 연구하는 분과”[11]
드로즈네이는 위너가 쓴 단어 “제어” 대신 “조절”을 쓰고 있다. 생물학자로 '조절'이라는 용어는 '제어'에 비해 '의도'가 개입하지 않는다. 이것이 더 낫게 보이는 경우란, 허다한 생물학자들, 심리학자들 그리고 사회학자들이 기계론적 환원론으로 간주했던, 게다가 인간(그리고 동물)의 행동에 대한 조작 수단들을 얻기 용이한, 사이버네틱스의 “제어들”에 부정적으로 반응했던 것을 억기할 때다.

사이버네틱스에 대한 덜 기계론적 견해는 1960대부터 St. 비어, G. 파스크, H. 폰 푀르스터, M. 마루야마, H. 마투라나, 그리고 여러 연구자들과 더불어 창발하기 시작했다.
St. 비어에 따르면: “… 사이버네틱스는 시스템 속 빙도는 정보의 흐름을, 그리고 시스템이 자신을 제어하는 수단으로 이러한 정보를 사용하는 방식을 연구한다: 이를 사이버네틱스는 생명이 있는 시스템이든 없는 시스템이든 개의치 않고 한다. 그 까닭은, 사이버네틱스가 학제적 과학으로서 물리학 만큼 생물학에, 컴퓨터 연구 만큼 뇌 연구에 빚이 있고, 또한 이들 모든 시스템들을 객관적으로 기술할 수 있는 도구들을 제공하고 있는 과학의 형식 언어들에는 대단히 많은 빚을 지고 있기 때문이다.”.
오늘날, 과학적 지식이 이따금씩 “허위화될/반증될”(포퍼) 수 있으며, 대화를 통한 합의적 과정의 결과들일(파스크) 수 있다는 점은 일반적으로 받아들여지고 있기에, 비어가 변함없이 1996년에도 단어 “객관적으로”를 쓰고 있을지 의아해할 수 있다. 그럼에도 불구하고, 물론 우리는 변함없이 안전하게 객관적 실재의 실존을 공리로서 여길 수 있지만, 이 모든 것들이 사이버네틱스의 모델들이 갖는 유용성을 손상시키지는 않는다.
비어는 계속해서 덧붙이길: “… 사이버네틱스는 정확히 말해 조직에 관한 것이다 - 그 까닭은, 조직이란 제어가 실행될 때 거치는 매개이기 때문이다. 따라서 사이버네틱스는, 몇몇 러시아 저자들이 정의한 것처럼, 효율적인 조직에 대한 과학으로 정의될 수 있다.”.
비어의 견해는 기계론적이지 않다: “사이버네틱스는 제어되는 시스템의 알고리듬이 끝나는 지점에서 시작된다.”.
K. 크리펜도르크에 따르면: “사이버네틱스에서, 이론들은 토대를 이루는 4개의 기둥 - 다양성, 순환성, 과정과 관찰 -으로 떠받쳐지는 경향이 있다”.
이 저자의 말로, 다양성은 정보, 통신/소통과 제어와 밀접한 관계를 맺고 있다. 순환성은 되먹임의 필연적 결과로 자기생산(자기 - 증식/창발)에 이르도록 한다. 과정은 되먹임, 통신/소통, 조절과 제어에 함의되어 있으며, 관찰은 결정과 제어를 위한 기본 조건이다.
VALLEE는 덧붙이길: “1843년, TRENTOWSKI는 폴란드어로 쓰여진 경영에 관한 책에서 단어 kibernetiki를 같은 뜻으로 썼다.”, 그리고 계속해서: “(W. S. McCULLOCH는) DESCARTES가 1664년 그의 신경 전송 이론의 틀 속, 되먹임을 수반하는, 사이버네틱스 유형에 대한 해석을 제안했다는 것에 기대어 사이버네틱스를 쓰기를 좋아했다. 이와 달리 WIENER는 LEIBNIZ를 사이버네틱스의 후원자로 간주했다.”.

## 사이버네틱스 연구자들
- 윌리엄 로스 애슈비
- Claude Bernard
- Valentin Braitenberg
- 루드비히 폰 버틀란피
- 고든 S. 브라운
- George S. Chandy
- Joseph J. DiStefano III
- 하인츠 폰 푀르스터
- 샤를 프랑수아
- Jay Forrester
- 버크민스터 풀러
- 에른스트 폰 글라저스펠트
- Francis Heylighen
- 에리히 폰 홀스트
- Stuart Kauffman
- 브래드퍼드 키니
- Sergei P. Kurdyumov
- 니클라스 루만
- 워렌 맥쿨럭
- 움베르토 마투라나
- Horst Mittelstaedt
- 탈콧 파슨스
- 고든 파스크
- 왈터 피츠
- 앨프리드 래드클리프브라운
- Robert Trappl
- Valentin Turchin
- 프란시스코 바렐라
- Frederic Vester
- 존 N. 워필드
- 케빈 워릭
- 노버트 위너

## 참고 문헌
- Ashby, W.R. (1956), Introduction to Cybernetics. Methuen, London, UK. PDF text.
- Bluma, Lars (2005), Norbert Wiener und die Entstehung der Kybernetik im Zweiten Weltkrieg, Münster.
- Couffignal, Louis, "Essai d’une définition générale de la cybernétique", The First International Congress on Cybernetics, Namur, Belgium, June 26-29, 1956, Gauthier-Villars, Paris, 1958, pp. 46-54.
- Heims, Steve J. (1980), John von Neumann and Norbert Wiener: From Mathematics to the Technologies of Life and Death, 3. Aufl., Cambridge.
- Heims, Steve J. (1993), Constructing a Social Science for Postwar America. The Cybernetics Group, 1946-1953, Cambridge University Press, London, UK.
- Heylighen F., and Joslyn C. (2001), "Cybernetics and Second Order Cybernetics", in: R.A. Meyers (ed.), Encyclopedia of Physical Science & Technology (3rd ed.), Vol. 4, (Academic Press, New York), p. 155-170.
- Ilgauds, Hans Joachim (1980), Norbert Wiener, Leipzig.
- Masani, P. Rustom (1990), Norbert Wiener 1894-1964, Basel.
- Medina, Eden, "Designing Freedom, Regulating a Nation: Socialist Cybernetics in Allende's Chile." Journal of Latin American Studies 38 (2006):571-606.
- Pangaro, Paul (1990), "Cybernetics — A Definition", Eprint.
- Patten, B.C., and Odum, E.P. (1981), "The Cybernetic Nature of Ecosystems", The American Naturalist 118, 886-895.
- 플라톤, "Alcibiades 1", W.R.M. Lamb (trans.), pp. 93–223 in Plato, Volume 12, Loeb Classical Library, Heinemann, London, UK, 1927.
- von Foerster, Heinz (1995), "Ethics and Second-Order Cybernetics", Eprint 보관됨 2014-01-28 - 웨이백 머신.
- Norbert Wiener (1948), Cybernetics or Control and Communication in the Animal and the Machine, Paris, Hermann et Cie - MIT Press, Cambridge, MA.
- International Encyclopedia of Systems and Cybernetics

## 같이 보기

### 관련 분야
- Biological cybernetics
- Biomedical engineering
- Engineering cybernetics
- 경영 과학
- 수학적 모델
- Medical cybernetics
- Sociocybernetics

### 관련 주제
- 집단 지성
- 인공지능
- 인공 생명
- 지식 표현
- 사물인터넷
- 자동화
- 복잡계들
- 연결주의
- 결정 이론
- 가이아 이론/지구계 과학
- 게임 이론
- 정보이론
- 지능 확대
- 네트워크 이론 (diktyology)
- Project Cybersyn
- 2차 사이버네틱스
- 모의 현실
- 체계 생물학
- 기호학
- 기호 정보 이론
- 시너제틱스
- 체계 이론
- 사이버네틱스와 체계 이론